# You May Be Right
〈You May Be Right〉는 미국의 록 가수 빌리 조엘이 작곡한 싱글로 1980년 발매된 그의 음반 《Glass Houses》에 수록되었다. 이 곡은 미국 차트에서 7위, 캐나다에서 6위에 올랐다. 그러나 앞서 발표한 싱글 〈All for Leyna〉(영국 40위)와 〈It's still Rock and Roll to Me〉(영국 14위)와는 달리 영국 차트 진입에는 실패했다. 일본 싱글은 〈Close to the Bordline〉이 B-사이드로 발매되었다.
〈You May Be Right〉는 《Greatest Hits - Volumes I & II》와 《Live at Shea Stadium: The Concert》의 디스크 2에도 수록되었다. 이 노래는 유리 깨지는 소리와 함께 노래가 시작된다. 또한 버펄로 스프링필드의 음반 《Buffalo Springfield Again》에 수록된 그의 히트곡 〈Rock and Roll Woman〉에서 느슨하게 빌린 듯한 리프와 60년대 비틀즈 기타 분위기를 풍긴다.

## 뮤직비디오
뮤직비디오에서 사용된 음원은 음반 버전과 다르며, 특히 인트로에서는 유리 깨지는 소리 대신에 "one, two, one, two, three, four"라고 외치는 소리가 삽입되었다.

## 곡에 참여한 사람들
- 빌리 조엘 - 보컬, 피아노와 하모니카
- 데이브 브라운 - 전기 기타
- 리치 카나타 - 색소폰 솔로
- 리버티 드비토 - 드럼 및 퍼커션
- 러셸 저버스 - 전기 기타
- 더그 스테크마이어 - 베이스 기타

## 차트
| 1980년 ~ 1981년                       | 순위 |
| ------------------------------------- | ---- |
| 오스트레일리안 싱글 차트              | 28   |
| 캐나디안 싱글 차트                    | 6    |
| 일본 오리콘 싱글 차트                 | 60   |
| 뉴질랜드 싱글 차트                    | 23   |
| 남아프리카 싱글 차트                  | 14   |
| 미국 빌보드 핫 100                    | 7    |
| 미국 빌보드 핫 어덜트 컨템퍼레리 트랙 | 48   |

| 1980년             | 순위 |
| ------------------ | ---- |
| 캐나다             | 40   |
| 미국 빌보드 핫 100 | 75   |

## 커버
이 곡은 사우스사이드 조니가 부른 TV쇼 《Dave's World》의 주제곡으로 사용되었다.